# Mathilde Comont
Mathilde Comont (Burdeos, 9 de septiembre de 1886 - Hollywood, California; 21 de junio de 1938) fue una actriz francesa del cine mudo. Apareció en películas francesas, normalmente eran cortometrajes, antes de aparecer en películas americanas. Apareció en un total de 71 películas entre 1908 y 1937.
Falleció en Hollywood de un ataque al corazón.

## Filmografía seleccionada
- Max Wants a Divorce (1917) - Diva chiflada
- A Rogue's Romance (1919)
- His Hour (1924) - Dama gorda del harén
- The Thief of Bagdad (1924)
- The Sea Beast (1926)
- The Far Cry (1926) - Una sirvienta
- La Bohème (1926)
- Paris at Midnight (1926)
- Volcano! (1926)
- What Price Glory? (1926)
- The Loves of Carmen (1927)
- The Charge of the Gauchos (1928)
- Ramona (1928)
- The Sea Bat (1930)
- Call of the Flesh (1930) y Le chanteur de Séville (versión hablada en francés
- The Lash (1930)
- The Lady Who Dared (1931) - Camarera
- Escapade (1935)